# ایل سلیمانی
ایل سلیمانی،یکی از ایل‌های لر ساکن کرمان می‌باشد. یکی از شناخته شده‌ترین افراد این طایفه فرمانده پیشین سپاه قدس قاسم سلیمانی است.

## ریشه
درپیشینهٔ طایفه وخانواده‌های مشهور ومعروف به سلیمانی ساکن دراستان کرمان درمنابع آمده که ازسال ۱۷۵۰میلادی یعنی ۲۷۰سال پیش اجداد سلیمانی‌ها از استان لرستان فعلی به ایلات خمسه دراستان فارس کوچ می نمایندوبه مدت۱۵۰سال دراستان فارس اقامت داشتند. سپس خانوادهٔ پدر بزرگ مرحوم حاج حسن سلیمانی (یعنی جدسوم حاج قاسم سلیمانی) درحدود ۱۲۰سال پیش ازاستان فارس به منطقه قنات ملک وروستاهای همجوار و توابع رابر و بافت در استان کرمان کوچ می‌نمایند.

## ویژگی‌های جمعیتی
طوایف مختلف سلیمانی‌ها از نام فرزندان امیرشکارقربان (از اجدادشان) گرفته شده مانند:
1. طایفهٔ حسینی
2. طایفهٔ عبدالعظیمی
3. طایفهٔ میرزائی
4. طایفهٔ ابراهیمی
5. طایفهٔ محمدی
6. طایفهٔ مشهدی ولی
7. طایفهٔ علیدادی
8. طایفهٔ میرزاخانی
9. طایفهٔ علیمرادی
10. طایفه خداوردی
11. طایفهٔ مارکی

شش طایفه اول به نام پسران امیرشکارقربان نام گذاری شده‌اند و طایفهٔ هفتم به نام «علی داد» داماد امیر شکارقربان، طایفه هشتم به نام برادر امیرشکارقربان وبه قولی فرزند برادرش خوانده می‌شوند. طایفه‌های نهم و دهم به نام دو تن از نوادگان وی نام گذاری شده‌اند و طایفه یازدهم براثر ازدواج برون گروهی و سکونت در محدودهٔ ایل سلیمانی، جزء طوایف ایل سلیمانی قرارگرفته است.

## نگارخانه
تصاویری از قاسم سلیمانی در ذیل، برجسته‌ترین عضو این طایفه